# Melanelixia
Melanelixia is een geslacht van korstmossen dat behoort tot de orde Lecanorales van de ascomyceten. De typesoort is Melanelixia glabra.

## Soorten
Volgens Index Fungorum bevat het geslacht 15 soorten (peildatum december 2021):
| Soortnaam                                        | Auteur(s)                                                                          | Publicatiejaar |
| ------------------------------------------------ | ---------------------------------------------------------------------------------- | -------------- |
| Melanelixia ahtii                                | S.D. Leav., Essl., Divakar, A. Crespo & Lumbsch                                    | 2016           |
| Melanelixia albertana                            | (Ahti) O. Blanco, A. Crespo, Divakar, Essl., D. Hawksw. & Lumbsch                  | 2004           |
| Melanelixia californica                          | A. Crespo & Divakar                                                                | 2010           |
| Melanelixia epilosa                              | (J. Steiner) A. Crespo, Divakar, Gasparyan, V.J. Rico, Essl., S.D. Leav. & Lumbsch | 2016           |
| Melanelixia fuliginosa (Glanzend steenschildmos) | (Fr. ex Duby) O. Blanco, A. Crespo, Divakar, Essl., D. Hawksw. & Lumbsch           | 2004           |
| Melanelixia glabra                               | (Schaer.) O. Blanco, A. Crespo, Divakar, Essl., D. Hawksw. & Lumbsch               | 2004           |
| Melanelixia glabratula (Glanzend boomschildmos)  | (Lamy) Sandler & Arup                                                              | 2011           |
| Melanelixia glabroides                           | (Essl.) O. Blanco, A. Crespo, Divakar, Essl., D. Hawksw. & Lumbsch                 | 2004           |
| Melanelixia hawksworthii                         | S.D. Leav., Essl., Divakar, A. Crespo & Lumbsch                                    | 2016           |
| Melanelixia huei                                 | (Asahina) O. Blanco, A. Crespo, Divakar, Essl., D. Hawksw. & Lumbsch               | 2004           |
| Melanelixia robertsoniorum                       | S.D. Leav., Essl., Divakar, A. Crespo & Lumbsch                                    | 2016           |
| Melanelixia subargentifera (Behaard schildmos)   | (Nyl.) O. Blanco, A. Crespo, Divakar, Essl., D. Hawksw. & Lumbsch                  | 2004           |
| Melanelixia subaurifera (Verstopschildmos)       | (Nyl.) O. Blanco, A. Crespo, Divakar, Essl., D. Hawksw. & Lumbsch                  | 2004           |
| Melanelixia subvillosella                        | H.Y. Wang & J.C. Wei                                                               | 2008           |
| Melanelixia villosella                           | (Essl.) O. Blanco, A. Crespo, Divakar, Essl., D. Hawksw. & Lumbsch                 | 2004           |